# 관수리속
관수리속(Spilornis)은 수리과에 속하는 한 속이다. 관수리 등이 속해 있다.

## 하위 종
- Andaman serpent eagle
- Great Nicobar serpent eagle
- Sulawesi serpent eagle
- 관수리 (Spilornis cheela)
- Philippine serpent eagle
- Mountain serpent eagle